# Programa Vasco de Protección para Defensoras y Defensores de Derechos Humanos (NARE)
El Programa Vasco de Protección para Defensoras y Defensores de Derechos Humanos (NARE) es un programa que contribuye, por un lado, a proteger la vida y la integridad física de las personas defensoras y, por otro, a apoyar procesos de defensa de los derechos humanos en su país de origen, organizándose con organizaciones, movimientos e instituciones del país de acogida.

## Antecedentes
En 2009 organizaciones vascas de cooperación y derechos humanos articuladas en la Kolektiba Colombia comenzaron a compartir sus inquietudes en torno a la situación del país. Por un lado, el trabajo que la solidaridad y cooperación vasca venía realizando con organizaciones y comunidades en Colombia se volvía cada vez más complejo por las violencias en los territorios; y por otro, las organizaciones que trabajaban en protección observaban una política de denegación sistemática de las solicitudes de asilo, en términos generales, y, de manera específica, de las personas procedentes de Colombia.
Se analizaron otras experiencias de protección existentes en el Estado, principalmente en Asturias y Cataluña, y, junto al Gobierno Vasco, se decidió implementar un programa de protección en Euskadi adaptado a las especificidades de la cooperación y solidaridad vascas.

## Programa de defensoras
En 2011 nació el Programa Vasco de Protección para Defensoras y Defensores de Derechos Humanos. Tras las primeras experiencias con defensoras procedentes de Colombia, el Programa se fue abriendo paulatinamente al trabajo con otros países y regiones.
El Gobierno Vasco, a través de eLankidetza-Agencia Vasca de Cooperación y Solidaridad, gestiona desde el año 2011 el Programa Vasco de Protección para Defensoras y Defensores de Derechos Humanos. Zehar-Errefuxiatuekin es la coordinadora técnica del programa.
En 2021 se celebró el décimo aniversario de este programa, bajo el lema #NosotrasProtegemos.
Desde 2011 a 2025, NARE ha acogido a un total de 42 personas defensoras de derechos humanos procedentes de países como Colombia, Guatemala, Guinea Ecuatorial, Honduras, Nicaragua, Perú y el Sahara Occidental.
Más de una docena de instituciones vascas colaboran como redes de apoyo, es decir, se encargan de acoger y acompañar a las participantes en el programa, apoyarles durante su estancia y hacer seguimiento de su situación a su regreso.
Algunas entidades de las que provienen las personas defensoras son: Asociación de Desplazados y Mujeres de Antioquia, Colombia; Colectivo Feminista y LGTBIQA+ Somos Parte Del Mundo (SPDM), de Guinea Ecuatorial; Asociación de Consejos Comunitarios del Norte del Cauca (ACONC), Colombia;Colectiva Las Incómodas Feministas, El Salvador; Organización Indígena de Antioquia (OIA), Colombia; Asociación de Consejos Comunitarios del Norte del Cauca (ACONC), Colombia; Asociación Honduras Diversa;  Proceso de Comunidades Negras;Comité de Familiares de Detenidos Desaparecidos de Honduras (COFADEH);Consejo del Pueblo K’iche’ y del Consejo de los Pueblos de Occidente (CPO); Asociación de Víctimas Saharauis de Graves Violaciones de Derechos Humanos Cometidas por el Estado Marroquí (ASVDH);Corporación Social Nuevo Día y Congreso de los Pueblos; Consejo Indígena de Cerro Tijeras; Comisión Intereclesial de Justicia y Paz, entre otras.